# Lorenzo Hervás y Panduro

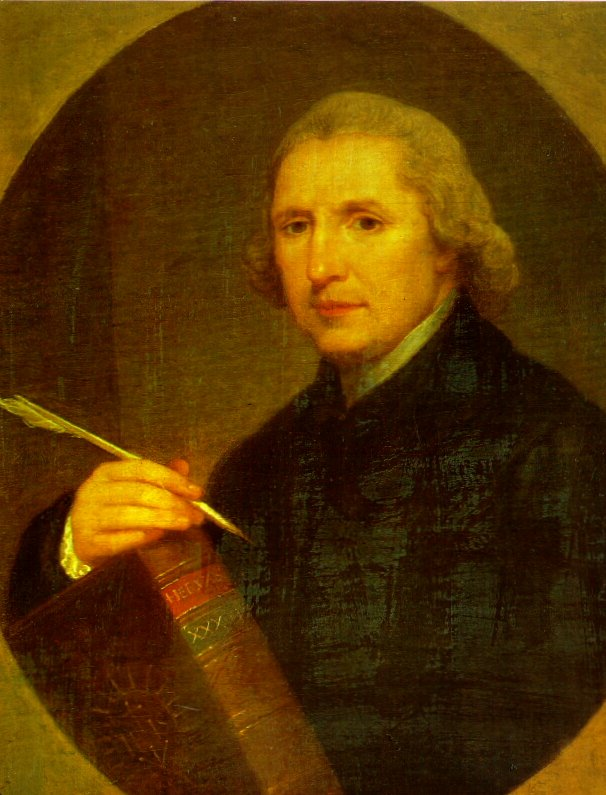
Lorenzo Hervas y Panduro (1794), Porträt von Angelica Kauffmann

Lorenzo Hervás y Panduro (* 1. Mai 1735 in Horcajo de Santiago, Provinz Cuenca, Spanien; † 24. August 1809 in Rom, Italien) war ein spanischer Jesuit, der als Sprachgenie galt, das einen großen Einfluss auf die Entwicklung der Sprachwissenschaft ausübte. Er soll annähernd 40 Sprachen gesprochen haben. Er gilt als einer der Begründer der Historischen Linguistik.

## Leben und Wirken
Er kam als Sohn des Juan García de Hervás († 1736) und der geborenen Inés Panduro († 1777) in der Provinz Cuenca als drittes und letztes Kind zur Welt. 1749 trat er in Madrid dem Jesuitenorden bei. Er studierte Philosophie, Theologie und Kirchenrecht an der Universität Alcalá in Alcalá de Henares. Die Schilderungen seiner Mitbrüder, die als Missionare auf dem amerikanischen Kontinent arbeiteten, weckten sein sprachwissenschaftliches Interesse.

## Werke (Auswahl)
- De’vantaggi e esvanttaggi dello stato temporale di Cesena (Cesena 1776).
- Idea dell’Universo, (Cesena 1778–1792). La obra se divide en once tomos repartidos en 21 volúmenes y tres partes: "Historia de la vida del hombre" (8 Bde.), "Elementos cosmográficos" (8 Bde.) y, sobre todo, "Lengua" (5 Bde.).
- Analisi filosofico-teologica della natura della carita (Foligno 1792) (Análisis filosófico-teológico de la caridad, o sea, del amor de Dios).
- Virilità dell' Uomo ("Virilidad del Hombre", 1779–80, 4 Bde.).
- Vecchiaja e morte dell' Uomo ("Altern und Tod des Menschen", 1780).
- Viaggio statico al Mondo planetario ("Viaje estático al mundo planetario", 1780, de la que después hará una versión revisada en español, Viaje estático al mundo planetario: en el que se observan el mecanismo y los principales fenómenos del cielo; se indagan las causas físicas, y se demuestran la existencia de Dios y sus admirables atributos, Madrid, Imp. de Aznar, 1793–1794, 4 Bde.).
- Storia della Terra ("Geschichte der Erde", 1781–83, 6 Bde.).
- Descripción del archivo de la Corona de Aragón, existente en la ciudad de Barcelona y noticia del archivo general de la Orden militar de Santiago en su convento de Uclés (Cartagena 1801).
- Preeminencias y dignidad que en la militar Orden de Santiago tienen su prior eclesiástico y su casa matriz (Cartagena 1801).
- Catálogo de las lenguas de las naciones conocidas y enumeración, división y clases de estas según la diversidad de sus idiomas y dialectos (Madrid 1800–1805, 6 Bde.).
- Gramáticas abreviadas de las dieciocho lenguas principales de América.
- Escuela española de Sordomudos o arte para enseñarles a escribir y hablar el idioma español (Madrid 1795, 2 Bde.).
- Catecismo de Doctrina Christiana para instruccion de los sordomudos (Madrid 1796).
- Historia de la vida del hombre (Madrid 1789–1799, 7 Bde.).
- Viaje estático al mundo planetario (Madrid 1793–1794).
- El hombre físico.
- Biblioteca jesuítica-española, 2 Bde. Moderne Ausgabe: Biblioteca jesuítico-española (1759–1799). Estudio introductorio, edición crítica y notas por Antonio Astorgano Abajo, Madrid, LIBRIS, 2007.
- Causas de la revolución de Francia (Madrid 1807, 2 Bde.).
- Cotejo entre Cano y Villavicencio, unveröffentlichtes Manuskript.
- Gramática de la lengua italiana, unveröffentlichtes Manuskript.
- Disertación sobre la escritura china, unveröffentlichtes Manuskript.
- Disertación sobre la peste, unveröffentlichtes Manuskript.
- Ensayo de paleografía universal, 3 Bde., unveröffentlichtes Manuskript.
- Historia del arte de escribir, 2 Bde., unveröffentlichtes Manuskript.
- Tratado de la doctrina práctica de la Iglesia, 2 Bde., unveröffentlichtes Manuskript.
- Primitiva población de América, 4 Bde., unveröffentlichtes Manuskript.
- Compendio de la medicina de Brown, unveröffentlichtes Manuskript.
- Lettera sul calendario messicano, un folleto impreso en italiano.
- Los Salmos de David, unveröffentlichtes Manuskript.
- El hombre en sociedad, unveröffentlichtes Manuskript.
- El hombre en religión, 3 Bde., unveröffentlichtes Manuskript.
- Celtiberia primitiva, unveröffentlichtes Manuskript.
- De la primitiva división del tiempo, unveröffentlichtes Manuskript.
- Catálogos de manuscritos españoles en Roma, unveröffentlichtes Manuskript.